# Comuna Pădureni, Timiș
Pădureni este o comună în județul Timiș, Banat, România, formată numai din satul de reședință cu același nume.
Comuna Pădureni a fost înființată prin legea nr. 54/2004, desprinzându-se de comuna Jebel.

## Primari
- 2004-2008: Dan Iorgovan (PSD)
- din 2008: Dorin Ignuța (PD-L)

Comuna Pădureni este situată la aproximativ 20–24 km de municipiul Timișoara în direcția de mers spre Deta pe DN 59 (E 70).

## Demografie
Componența etnică a comunei Pădureni
     Români (87,04%)
     Romi (3,9%)
     Alte etnii (1,22%)
     Necunoscută (7,85%)
Componența confesională a comunei Pădureni
     Ortodocși (83,48%)
     Penticostali (3,75%)
     Romano-catolici (1,56%)
     Alte religii (2,97%)
     Necunoscută (8,24%)
Conform recensământului efectuat în 2021, populația comunei Pădureni se ridică la 2.052 de locuitori, în creștere față de recensământul anterior din 2011, când fuseseră înregistrați 1.938 de locuitori. Majoritatea locuitorilor sunt români (87,04%), cu o minoritate de romi (3,9%), iar pentru 7,85% nu se cunoaște apartenența etnică. Din punct de vedere confesional, majoritatea locuitorilor sunt ortodocși (83,48%), cu minorități de penticostali (3,75%) și romano-catolici (1,56%), iar pentru 8,24% nu se cunoaște apartenența confesională.

## Politică și administrație
Comuna Pădureni este administrată de un primar și un consiliu local compus din 11 consilieri. Primarul, Dorin Ignuța[*], de la Partidul Național Liberal, este în funcție din 2008. Începând cu alegerile locale din 2024, consiliul local are următoarea componență pe partide politice:
|  | Partid                    | Consilieri | Componența Consiliului | Componența Consiliului | Componența Consiliului | Componența Consiliului | Componența Consiliului | Componența Consiliului | Componența Consiliului |
|  | ------------------------- | ---------- | ---------------------- | ---------------------- | ---------------------- | ---------------------- | ---------------------- | ---------------------- | ---------------------- |
|  | Partidul Național Liberal | 7          |                        |                        |                        |                        |                        |                        |                        |
|  | Partidul Social Democrat  | 4          |                        |                        |                        |                        |                        |                        |                        |

## Personalități

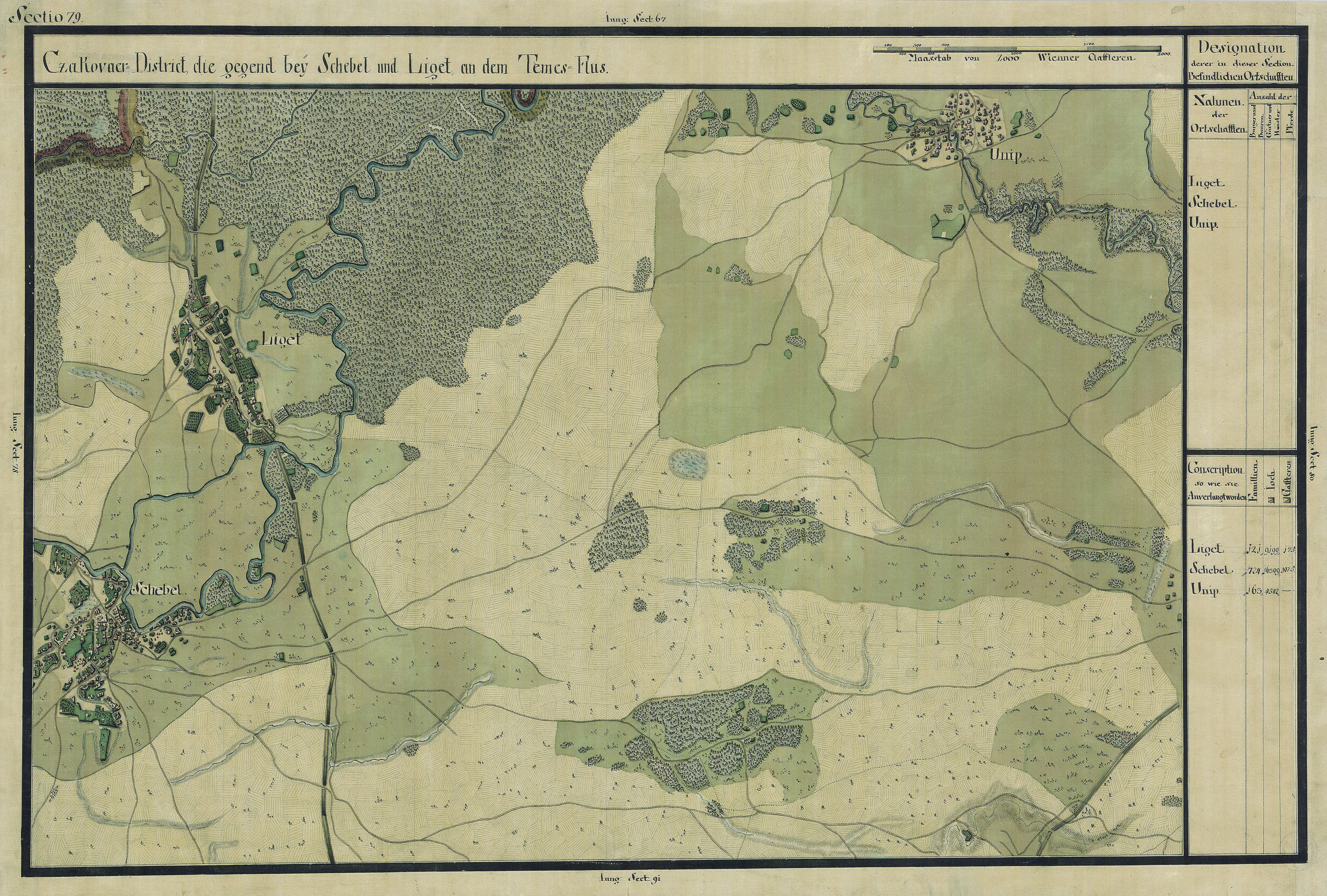
Pădureni în Harta Iosefină a Banatului, 1769-72

- Anișoara Odeanu (1912 - 1972), scriitoare

- ro Anuarul Socec al României Mari, 1924-1925 - de la Biblioteca Congresului S.U.A.